# Deutschlandradio

Logo

Deutschlandradio is een publieke radio-omroep in Duitsland. Deutschlandradio wordt gevormd door drie radiostations:
- Deutschlandfunk, een nieuws- en informatiezender,  opgericht in 1962 en gevestigd in Keulen
- Deutschlandfunk Kultur, een cultuurzender, opgericht in 1994 en voortgekomen uit een fusie van de West-Berlijnse zender RIAS en DS Kultur, een voormalig radiostation in de DDR. Deutschlandfunk Kultur is gevestigd in Berlijn
- Deutschlandfunk Nova (niet beschikbaar op FM)

Het radiosignaal wordt uitgezonden via FM, DAB+ en DVB-S. Verder wordt nog uitgezonden via internetstreams.
De omroep werkt nauw samen met andere publieke omroepen in Duitsland, zoals met de regionale omroepen die zijn aangesloten bij de ARD, Deutsche Welle en ZDF.